# Jan Żylicz
Jan Lubart Żylicz (ur. 7 stycznia 1932 w Górze) – polski fizyk, specjalizujący się w fizyce jądrowej, profesor nauk fizycznych.

## Życiorys
W 1955 ukończył studia fizyczne na Uniwersytecie Warszawskim, następnie pracował w Instytucie Badań Jądrowych w Świerku. W 1961 obronił na Uniwersytecie Warszawskim pracę doktorską Promieniowanie β izotopów talu otrzymywanych w reakcji kruszenia jąder tantalu napisaną pod kierunkiem Zdzisława Wilhelmiego, w 1967 habilitował się na podstawie pracy Przejścia beta w jądrach zdeformowanych z obszaru ziem rzadkich. Od 1972 pracował na Uniwersytecie Warszawskim, w 1974 otrzymał tytuł profesora, w latach 1973–1994 kierował Zakładem Spektroskopii Jądrowej, w latach 1994–2002 był dyrektorem Instytutu Fizyki Doświadczalnej. 
Jest członkiem Europejskiego Towarzystwa Fizycznego (od 1974), Polskiego Towarzystwa Fizycznego (od 1975), Towarzystwa Naukowego Warszawskiego (członek korespondent od 1984, członek zwyczajny od 1994).
W 1964 został odznaczony Złotym Krzyżem Zasługi, w 1999 Krzyżem Kawalerskim Orderu Odrodzenia Polski (M.P. nr z 2000, poz. 132). W 2005 otrzymał Medal Mariana Smoluchowskiego.
Jego synem jest Piotr Olaf Żylicz, bratem – Marek Żylicz, bratankiem – Maciej Żylicz.